# Катастрофа Boeing 737 под Джокьякартой
Катастрофа Boeing 737 под Джокьякартой — авиационная катастрофа, произошедшая в среду 16 января 2002 года. Авиалайнер Boeing 737-3Q8 авиакомпании Garuda Indonesia выполнял внутренний рейс GA421 по маршруту Матарам—Джокьякарта, но при подлёте к пункту назначения попал в сильный ливень с градом и у него отказали оба двигателя; в итоге самолёт совершил вынужденную посадку на реку Бенгаван Соло в 22,5 километрах от аэропорта Джокьякарты. Из находившихся на его борту 60 человек (54 пассажира и 6 членов экипажа) погиб 1, ещё 13 получили ранения.

## Самолёт
Boeing 737-3Q8 (регистрационный номер PK-GWA, заводской 24403, серийный 1706) был выпущен в 1989 году (первый полёт совершил 7 апреля). 24 апреля того же года был передан авиакомпании Garuda Indonesia. Оснащён двумя двухконтурными турбовентиляторными двигателями CFM International CFM56-3B2. На день катастрофы совершил 24 139 циклов «взлёт-посадка» и налетал 27 701 час.

## Экипаж и пассажиры
Самолётом управлял опытный экипаж, состав которого был таким:
- Командир воздушного судна (КВС) — 44-летний Абдул Розак (индон. Abdul Rozaq). Очень опытный пилот, проработал в авиакомпании Garuda Indonesia 21 год и 10 месяцев (с 16 марта 1980 года). Налетал 14 020 часов 30 минут, 5086 часов 30 минут из них на Boeing 737.
- Второй пилот — 46-летний Гериади Гунаван (индон. Heriyadi Gunawan). Опытный пилот, проработал в авиакомпании Garuda Indonesia 19 лет и 4 месяца (с 16 сентября 1982 года). Налетал 7137 часов 24 минуты, 152 часа из них на Boeing 737.

В салоне самолёта работали четверо бортпроводников:
- Туху Васоно (индон. Tuhu Wasono) — старший бортпроводник,
- Фрида Мерсиати (индон. Frida Mersiati),
- Риана Новита Боyа (индон. Riana Novita Boya),
- Санти Ангрраени (индон. Santi Anggraeni).

| Гражданство | Пассажиры | Экипаж | Всего |
| ----------- | --------- | ------ | ----- |
| Австралия   | 1         | 0      | 1     |
| Индонезия   | 48        | 6      | 54    |
| Италия      | 2         | 0      | 2     |
| Нидерланды  | 1         | 0      | 1     |
| Норвегия    | 1         | 0      | 1     |
| Таиланд     | 1         | 0      | 1     |
| Всего       | 54        | 6      | 60    |

## Хронология событий
Рейс GA421 вылетел из Матарама (остров Ломбок) в 15:32 WIB и взял курс на Джокьякарту. Его выполнял Boeing 737-3Q8 борт PK-GWA, на его борту находились 6 членов экипажа и 54 пассажира.
В 16:13, выполняя снижение с эшелона FL190 (5800 метров), самолёт вошёл в кучево-дождевые облака с сильными дождём и градом, которые вызвали высокую турбулентность. Значительное количество воды и льда, попавшее в оба двигателя, привело к потере их мощности и вскоре оба двигателя отключились. Перезапуск обоих двигателей не увенчался успехом, так как поток воды по-прежнему был слишком силён и не позволял запустить их. Пилоты предприняли по крайней мере две попытки запустить двигатели и одну попытку запустить вспомогательную силовую установку (ВСУ). В момент попытки запуска ВСУ экипаж зафиксировал полную потерю электропитания всех систем самолёта и принял решение о вынужденной посадке.
Примерно в 16:24 WIB, ввиду отсутствия подходящего места для вынужденной посадки, рейс GA421 приводнился на поверхность реки Бенгаван Соло в 22,5 километрах от аэропорта Джокьякарты. Ширина реки в месте посадки была 75 метров, а глубина от 1 до 5 метров. Согласно расчёту КВС, посадка была произведена против течения реки на участке между двумя мостами через неё, стоящими друг от друга примерно на 2 километра.
В результате приводнения лайнер частично ушёл под воду, причём фюзеляж и крылья с обоими двигателями, хоть и были значительно повреждены, в значительной мере сохранили свою целостность и это позволило избежать пожара и большого количества погибших.

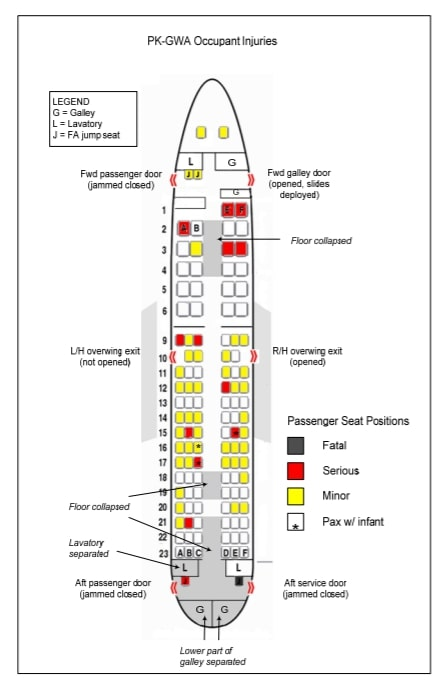
Диаграмма травм пассажиров рейса 421 (NTSC) в зависимости от их местонахождения

26-летняя стюардесса Санти Ангрраени была найдена смертельно раненой, ещё 1 стюардесса и 12 пассажиров получили серьёзные травмы, остальные 46 человек (42 пассажира и 4 члена экипажа — оба пилота и 2 бортпроводника) не пострадали. Погибшая стюардесса находилась в наиболее пострадавшей от столкновения хвостовой части самолёта, впоследствии её тело было найдено в реке ниже по течению. Местная спасательная команда прибыла на место катастрофы через несколько часов. Помощь в спасении пассажиров оказали местные жители, из которых на месте приземления никто не пострадал.

## Расследование
Расследование причин катастрофы рейса GA421 проводил Национальный комитет по безопасности на транспорте (NTSC).
В окончательном отчёте расследования NTSC назвал вероятную причину катастрофы как комбинацию следующих обстоятельств:
1. Вхождение самолёта в зону сильнейшего дождя и града, что привело к отказу обоих двигателей;
2. Невозможность повторного запуска двигателей и запуска ВСУ;
3. Полная потеря электропитания в момент попытки запуска ВСУ вследствие плохого состояния одного из аккумуляторов, вызванного ненадлежащим его обслуживанием.

Действия обоих пилотов были признаны правильными, в том числе было признано оптимальным выбранное место вынужденной посадки. Также NTSC заключил, что причиной гибели одной стюардессы и тяжёлого ранения другой, находившихся в хвостовой части самолёта, послужило положение самолёта во время касания с поверхностью реки (незначительное кабрирование), а также малая глубина реки в месте первого касания, что, по всей видимости, и вызвало разрушение хвостовой части в результате столкновения со дном реки Бенгаван Соло.

## Последствия катастрофы
- Самолёт из-за больших повреждений был признан пришедшим в негодность и был списан.
- В марте 2002 года президент Индонезии Мегавати Сукарнопутри наградила обоих пилотов рейса GA421 наградами за мужество.
- Вопреки традиции отказываться после катастрофы от номера рейса в знак уважения к погибшим на нём, рейс GA421 в авиакомпании Garuda Indonesia существует и поныне, но его маршрут сменился на Денпасар—Джакарта и по нему летают Airbus A330 или Boeing 777-300.

## Культурные аспекты
- Катастрофа рейса 421 Garuda Indonesia показана в 16 сезоне канадского документального телесериала Расследования авиакатастроф в серии Аварийная посадка на реку.
- Также она упоминается в американском документальном телесериале от «MSNBC» Почему разбиваются самолёты[англ.] (англ. Why Planes Crash) в серии Приготовиться к удару (англ. Brace For Impact).